# عصمت عبد العليم
عصمت عبد العليم (15 فبراير 1923 - 19 يناير 1993)، مغنية وممثلة مصرية.

## أشهر اغانيها
- غنت مع فريد الأطرش في أوبريت بساط الريح في فيلم آخر كدبة.
- غنت مع عبد الحليم حافظ نشيداً وطنياً هو العهد الجديد، كما غنت معه البلبل والزهرة.

رايحين على سوقنا- بسبس ناو من أوبريت الشاطر حسن- دويتو كل غالي وله ثمن- ما تقولش يا ريت على شيء فاتك- يا أم النسب عالي يا بنت عزبتنا -الدنـيا في إيدي والكل عبيدي- عروستنا مين قدها -صعبان عليا... علي يا قلبي- غرد العصفور في أيكته- إسكتش العنب- آه مالهوى- الصبح جميل محلاه- يا ورد على فل وياسمين- خلاص هتهنى- البيجي بيجي يا بيجي بيجي- في القلب مكانك- أهو الفرح جاني- سألت الطير- في عيينيه فرحة- يا ضحكة حبيبي- دي غلاوتك بالدنيا- طاير يا حمام- نشيد السّلاح- صوت فلسطين- كل عام وأنتم بخير- مصر وادي النيل- يا حياة- سمعة بلادنا- يانا يانا من غرامه يانا- الله يا سلام- مين حيرك قل لي- الماضي والحاضر- الهرم- بلد الأحرار- المصرية- يا نخلتين في العلالي- البدر عريس- آه يانا آه- لالى يا فرح- عيد الشباب- فرحة الشعب- عيد الثورة- بنت مصر- صباح الخير- شوف نور الفنار- يا ألف زينة وزينة

## برامج وأوبريتات إذاعية
- الليلة الكبيرة
- الطير الحائر
- الثورة
- أم شناف
- الشاعر والوردة
- جزيرة السبع بنات
- حلم شعب
- رحلة شباب
- ست الدار
- شارع الغورية
- فرح شرقاوي
- قصة الغار
- ليالي الأندلس
- لولى الندى
- جلنار
- الورد والتمر حنه
- الفارس الموعود
- من مصر لإسكندرية

## قائمة أفلامها
- انتصار الشباب (1939)
- الصقر (1950).... غناء
- أمير الانتقام (1950)
- آخر كدبة (1950)
- ليلة غرام (1951)
- عبيد المال (1953)
- عائشة (1953)
- قلوب الناس (1954)
- تار بايت (1955)
- مملكة النساء (1955)
- المصيدة (1963).... غناء
- سيد درويش (1966)

## روابط خارجية
- عصمت عبد العليم على موقع الدهليز
- عصمت عبد العليم على موقع قاعدة بيانات الأفلام العربية
- عصمت عبد العليم على موقع ديسكوغز (الإنجليزية)